# Jan Trzynadlowski

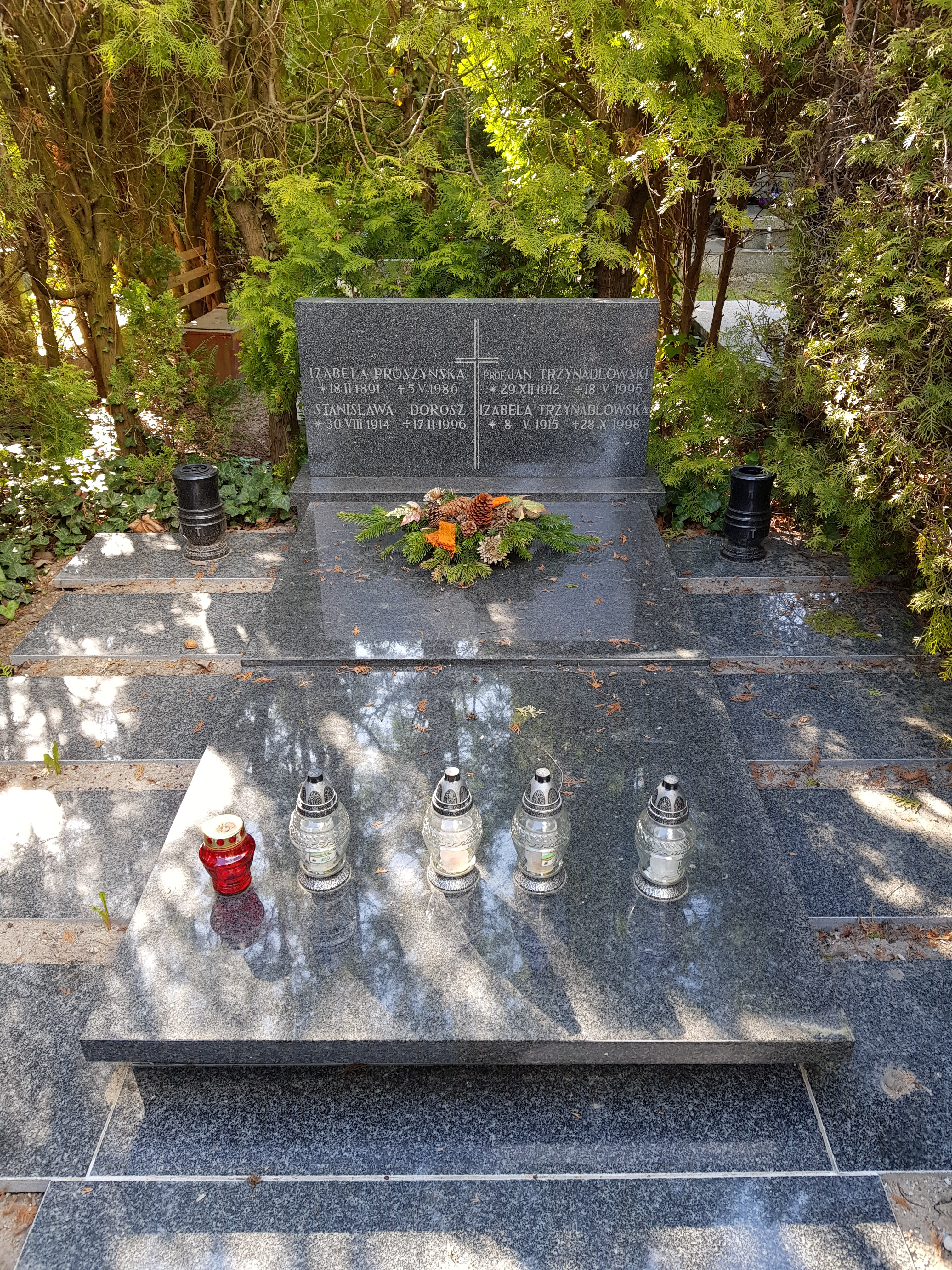
Grób prof. Jana Trzynadlowskiego na Cmentarzu Grabiszyńskim we Wrocławiu

Jan Trzynadlowski (ur. 29 grudnia 1912 we Lwowie, zm. 18 maja 1995 we Wrocławiu lub Jeleniej Górze) – polski teoretyk i historyk literatury, wydawca.

## Życiorys
W 1939 ukończył studia filologiczne na Wydziale Humanistycznym Uniwersytetu Jana Kazimierza we Lwowie (promotorka jego pracy magisterskiej była doc. Stefania Skwarczyńska). Od 1940 brał udział w tajnym nauczaniu jako nauczyciel polonistyki. 
W latach 1945–1950 był pracownikiem Uniwersytetu Łódzkiego. W 1947 uzyskał tam doktorat z teorii literatury. W latach 1948–1950 prowadził też wykłady na PWST. Należał do Łódzkiego Towarzystwa Naukowego. Od 1950 mieszkał we Wrocławiu, od 1951 związany był z Uniwersytetem Wrocławskim. W 1957 został docentem, a w 1966 profesorem nadzwyczajnym. W latach 1956–1960 pełnił funkcję dyrektora, a równocześnie od 1956 do 1963 redaktora naczelnego wydawnictwa Ossolineum. Od 1964 do 1985 był sekretarzem generalnym Wrocławskiego Towarzystwa Naukowego. Od 1968 do 1972 był prorektorem Uniwersytetu Wrocławskiego. Od 1973 był profesorem zwyczajnym. Po przejściu na emeryturę w 1982 pozostawał związany z uczelnią, prowadząc wykłady do 1994
Zajmował się m.in. teorią filmu. Pod jego redakcją wydano m.in. Dzieło filmowe – teoria i praktyka (1989), Film – sztuka kulturowych poszukiwań i odkryć (1996). Jego dorobek naukowy liczy ponad 500 pozycji. W 1993 został doktorem honoris causa Wyższej Szkoły Pedagogicznej w Opolu.
W latach 1959–1974 był tajnym współpracownikiem Służby Bezpieczeństwa PRL o pseudonimie Konrad. Jako agent Konrad odegrał kluczową rolę w operacji przejęcia części tajnego archiwum Stanisława Mikołajczyka, zawierającej pamiętniki Wincentego Witosa.

## Dzieła
Wybrane publikacje:
- Studia literackie (1955)
- Powieść polska lat 1945-1965 w poszukiwaniu bohatera (1966);
- Rozważania nad semiologią powieści (1976);
- Edytorstwo. Tekst, język, opracowanie (1976);
- Autor – dzieło – wydawca (1979);
- Sztuka słowa i obrazu (1983).

## Odznaczenia
- Krzyże: Komandorski, Oficerski i Kawalerski Orderu Odrodzenia Polski[4]
- Złoty Krzyż Zasługi[4]
- Odznaka „Zasłużony Działacz Kultury”
- Odznaka Budowniczego Wrocławia[4]
- Odznaka „Zasłużony dla Dolnego Śląska”[4]